# Верболози-Тригірці
Верболози-Тригірці (Верболози-Тригурці, рос. дореф. Верболозъ, рос. Верболозы-Тригурцы) — колишня слобода у Пулинській волості Житомирського повіту Волинської губернії та Вільській сільській раді Черняхівського району Волинської округи.

## Населення
У 1906 році у поселенні налічувалося 30 мешканців, дворів — 5, у 1923 році — 10 дворів та 52 жителі.

## Історія
У 1906 році — слобода Пулинської волості (2-го стану) Житомирського повіту Волинської губернії. Відстань до губернського та повітового центру, м. Житомир, становила 15 верст, до волосного центру, містечка Пулини — 25 верст. Найближче поштово-телеграфне відділення розміщувалося на станції Рудня.
У 1923 році включене до складу новоствореної Вільської сільської ради, яка, 7 березня 1923 року, увійшла до складу новоутвореного Черняхівського району Житомирської (згодом — Волинська) округи. Розміщувалося за 10 верст від районного центру, міст. Черняхів, та 3 версти від центру сільської ради, с. Вільськ.
Знята з обліку населених пунктів до 1 жовтня 1941 року.